# Skoky do vody na Letních olympijských hrách 1932
Skoky do vody na Letních olympijských hrách 1932 proběhly na stadionu LA84 Foundation/John C. Argue Swim Stadium v Los Angeles.

## Medailisté

### Muži
| Kategorie | Zlato                                           | Stříbro                                         | Bronz                                          |
| --------- | ----------------------------------------------- | ----------------------------------------------- | ---------------------------------------------- |
| Prkno 3 m | Michael Galitzen · Spojené státy americké (USA) | Harold Smith · Spojené státy americké (USA)     | Richard Degener · Spojené státy americké (USA) |
| Věž 10 m  | Harold Smith · Spojené státy americké (USA)     | Michael Galitzen · Spojené státy americké (USA) | Frank Kurtz · Spojené státy americké (USA)     |

### Ženy
| Kategorie | Zlato                                             | Stříbro                                           | Bronz                                          |
| --------- | ------------------------------------------------- | ------------------------------------------------- | ---------------------------------------------- |
| Prkno 3 m | Georgia Colemanová · Spojené státy americké (USA) | Katherine Rawlsová · Spojené státy americké (USA) | Jane Fauntzová · Spojené státy americké (USA)  |
| Věž 10 m  | Dorothy Poyntonová · Spojené státy americké (USA) | Georgia Colemanová · Spojené státy americké (USA) | Marion Roperová · Spojené státy americké (USA) |

## Přehled medailí
| Pořadí | Země                   | Zlato | Stříbro | Bronz | Celkově |
| ------ | ---------------------- | ----- | ------- | ----- | ------- |
| 1.     | Spojené státy americké | 4     | 4       | 4     | 12      |